# 吴达镕
吴达镕（1976年—），名号祖古·白玛奥色仁波切（简称「白玛奥色」），福建泉州南安人，是一个活跃于香港的商界和宗教界人士，自称是四川噶陀寺直美信雄法王、莫扎法王所认定的活佛。2015年10月4日，因出席在香港会议展览中心为英籍华人演员张铁林举行的坐床仪式，后在网上疯传而颇受争议。同月8日，吴达镕在其个人微博发表声明，称即日起辞去所有职务、头衔、荣誉和认证，并就公众对藏传佛教产生误解而致歉。

## 生平
2001年，吴达镕创立世贸联合基金总会，该会于2018年取得联合国咨商组织地位。
2002年，吴达镕与庄世平共同创立香港佛教文化產業有限公司，是一家在香港注册的非牟利慈善机构。吴达镕以及他的父亲吴志勇、母亲林碧兰、妻子吴慈欣皆担任董事。
2010年，世界噶陀法脉香港分会成立，吴达镕被噶陀寺任命为世界噶陀法脉香港分会常务副理事。
2014年，国际金刚乘佛学院在澳大利亚成立。
2015年8月18日，吴达镕创立天泉鼎丰集团有限公司，其业务涵盖智能科技、天然资源、新材料、大健康等范畴，核心为空气制水技术的研发和其设备的制造。艺人胡军、张铁林、吕良伟、王蓉都曾为该公司的董事及股东。

## 争议事件
2015年10月4日，吴达镕主持了在香港会议展览中心舉行的「慶祝國慶66週年·護國息災」如意寶白瑪奧色法王無量壽佛千供祈福大法會，在場的有多名香港建制派政治人物，例如民建聯主席李慧琼、港區全國人大代表陳勇、立法會議員鍾樹根和謝偉俊等。法會中，吴达镕为中国大陆演员张铁林举行了赐名仪式，张铁林自称为白玛铁林，后在网上疯传，此事随即引發网友的讨论。同日晚，张铁林本人否认在香港举办的活动是传闻的“坐床仪式”，而是佛教徒祈福大法会。
2015年12月5日，四川省甘孜州白玉县噶陀寺发表《噶陀寺关于白玛奥色事件的重要声明》：「对于自称活佛的白玛奥色，噶陀寺直美信雄大士从未授予任何活佛之认证书。莫扎法王也从未写过认定白玛奥色为活佛的认证书，只是在由他人认定的内容上写了同意书，之后在白玛奥色的再三祈求下写了《祈寿文》望他能弘法利生，除此之外没有任何认定其为活佛的字句」。
2015年12月6日，四川省甘孜藏族自治州民族和宗教事务委员会向新京报记者发表声明，否认认定白玛奥色为活佛。

## 否认与辞职
12月8日，吴达镕在其個人微博發表聲明，称即日起辭去所有職務、頭銜、榮譽和認證，並就公眾對佛教產生誤解而致歉。同月11日，吴达镕再次在微博發表道歉聲明，即日起與弟子脫離師徒關係。